# Val-de-la-Haye
Val-de-la-Haye là một xã thuộc tỉnh Seine-Maritime trong vùng Normandie miền bắc nước Pháp.

### Huy hiệu
| Arms of Val-de-la-Haye |